# Al-Gazali
Abu Hamid Muhamed ibn Muhamed al-Gazali (perzijsko: ابو حامد محمد ابن محمد الغزالی ali امام محمد غزالی ; latinsko Algazel), perzijski mistik in učenjak enciklopedične izobrazbe, * 5. julij 1057, Tus, Horasan, Iran, † 19. december 1111, Tus.
Al-Gazali velja za enega najpomembnejših islamskih učenjakov v pravovernem sunizmu in mističnega reda sufijev. V mladih letih je zagovarjal skepticizem, po daljši notranji krizi pa se je tudi duhovno spreobrnil v pravoverni islam. V filozofiji je napadal novoplatonistični avicenizem in zagovarjal skrajno obliko okazionalizma, kavzalne teorije, ki zagovarja stališče, da je vzročna zveza med vzrokom in posledico vedno Bog.
Gazalijevo delo »Nesmisel filozofov« (Tahafut al-Falasifa) predstavlja napad na peripatetično filozofijo, ki jo je zagovarjal Ibn Sina in s tem tudi napad na Aristotelovo metafiziko, ki je kot vsaka oblika racionalizma zgolj sekundarnega pomena za avtoriteto Korana. Gazelijeva tolmačenja Ibn Sinove peripatetične filozofije in njegove koncepcije Aristotela je generacijo kasneje zavrnil andaluzijski filozof Ibn Rušd v komentatorski kritiki  »Nesmisel nesmisla« (Tahafut al-Tahafut), v kateri tako Ibn Sini kot Gazaliju očita nepoznavanje Aristotelove filozofije.
Sholastika je Al-Gazalija (lat. Algazela) brala kot komentatorja Ibn Sine (Avicenne), kar pa je popolnoma nasprotno z Gazlijevimi pravimi nameni, da zavrne in omeji racionalistična filozofska tolmačenja islamskih peripatetikov, kot je bil Ibn Sina.